# Магомедов Борис Вікторович
Борис Вікторович Магомедов (29 січня 1949 р., Київ) — український археолог, доктор історичних наук. Спеціаліст в галузі археології Східної Європи римського часу та доби Великого переселення народів, зокрема по проблемах черняхівської та вельбарської культур.

## Життєпис
Закінчив історичний факультет Київського університету (1974).
Від 1969 працює в Інституті археології АН УРСР (від 1991 — Інститут археології АН України, від 1994 — Інститут археології НАН України): спочатку — реставратором, згодом — науковим співробітником.
1982 захистив кандидатську дисертацію на тему: «Черняхівські племена Північно-Західного Причорномор'я», 1999 — докторську дисертацію на тему: «Черняхівська культура. Проблема етносу». З 2000 — провідний науковий співробітник відділу археології ранніх слов'ян Інституту археології НАН України.

## Професійна діяльність
Відомий спеціаліст з археології римського часу та доби Великого переселення народів. Займається проблемою ранніх слов'яно-германських контактів. Поглиблено вивчає історію населення України, яке залишило старожитності черняхівської культури (III — початок V століття).
Дослідив розкопками й увів до наукового обігу матеріали поселень та могильників римського часу Каборга, Кам'янка-Анчекрак, Городок (усі в Миколаївській області), Курники, Шершні, Козлов, Вінниця-Вишенька (усі у Вінницькій області), Велика Снітинка, Гребінки (Київська область), Утконосівка (Одеська область) та інші. Працював на багатьох археологічних пам'ятках інших епох в Україні, а також на Чукотському півострові Російської Федерації.
Автор близько 120 друкованих праць.

## Звання та нагороди
Редактор низки українських видань, член редколегії журналу «Archaeologia Bulgarica», член-кореспондент Німецького археологічного інституту.
Лауреат Державної премії України в галузі науки і техніки (1991).

## Праці
- Черняховская культура Северо-Западного Причерноморья. К., 1987;
- Давня кераміка України. К., 2001 (у співавт.);
- Черняховская культура: Проблема этноса. Lublin, 2001;
- Пам'ятки черняхівської культури в Київській області. К., 2003 (у співавт.).